# Tênis de mesa nos Jogos Pan-Americanos de 2019 - Equipes femininas
A competição por equipes femininas foi um dos eventos do tênis de mesa nos Jogos Pan-Americanos de 2019, em Lima. Foi disputada de 8 a 10 de agosto na Villa Deportiva Nacional, em Callao.

## Calendário
Horário local (UTC-5).
| Data         | Horário | Fase             |
| ------------ | ------- | ---------------- |
| 8 de agosto  | 10:00   | Fase de grupos   |
| 8 de agosto  | 17:00   | Fase de grupos   |
| 9 de agosto  | 10:00   | Fase de grupos   |
| 9 de agosto  | 17:00   | Quartas de final |
| 10 de agosto | 10:00   | Semifinal        |
| 10 de agosto | 17:00   | Final            |

## Medalhistas
|  | PUR Porto Rico                         |  | BRA Brasil                                       |  | USA Estados Unidos         |  | CAN Canadá                    |
|  | Adriana Díaz Melanie Díaz Daniely Ríos |  | Bruna Takahashi Caroline Kumahara Jessica Yamada |  | Ami Wang Yue Wu Lili Zhang |  | Alicia Côté Ivy Liao Mo Zhang |

## Fase de grupos

### Grupo A
| País                 | J | V | D | PF | PC |
| -------------------- | - | - | - | -- | -- |
| Estados Unidos (USA) | 2 | 2 | 0 | 6  | 0  |
| Argentina (ARG)      | 2 | 1 | 1 | 3  | 4  |
| Guatemala (GUA)      | 2 | 0 | 2 | 1  | 6  |

### Grupo B
| País                       | J | V | D | PF | PC |
| -------------------------- | - | - | - | -- | -- |
| Porto Rico (PUR)           | 2 | 2 | 0 | 6  | 2  |
| Cuba (CUB)                 | 2 | 1 | 1 | 4  | 4  |
| República Dominicana (DOM) | 2 | 0 | 2 | 2  | 6  |

### Grupo C
| País           | J | V | D | PF | PC |
| -------------- | - | - | - | -- | -- |
| Brasil (BRA)   | 2 | 2 | 0 | 6  | 1  |
| México (MEX)   | 2 | 1 | 1 | 4  | 4  |
| Colômbia (COL) | 2 | 0 | 2 | 1  | 6  |

### Grupo D
| País         | J | V | D | PF | PC |
| ------------ | - | - | - | -- | -- |
| Canadá (CAN) | 2 | 2 | 0 | 6  | 1  |
| Chile (CHI)  | 2 | 1 | 1 | 3  | 3  |
| Peru (PER)   | 2 | 0 | 2 | 1  | 6  |

## Fase final
|  | Quartas de final | Quartas de final     | Quartas de final | Quartas de final | Quartas de final | Quartas de final | Quartas de final     |   |   | Semifinal | Semifinal | Semifinal | Semifinal | Semifinal | Semifinal | Semifinal |  |  | Final | Final        | Final | Final | Final | Final | Final |
|  |                  |                      |                  |                  |                  |                  |                      |   |   |           |           |           |           |           |           |           |  |  |       |              |       |       |       |       |       |
|  |                  | Estados Unidos (USA) | 3                | 3                | 3                |                  |                      |   |   |           |           |           |           |           |           |           |  |  |       |              |       |       |       |       |       |
|  |                  | Cuba (CUB)           | 0                | 0                | 0                |                  |                      |   |   |           |           |           |           |           |           |           |  |  |       |              |       |       |       |       |       |
|  |                  | Cuba (CUB)           | 0                | 0                | 0                |                  | Estados Unidos (USA) | 3 | 1 | 3         | 1         | 0         |           |           |           |           |  |  |       |              |       |       |       |       |       |
|  |                  |                      |                  |                  |                  |                  |                      | 3 | 1 | 3         | 1         | 0         |           |           |           |           |  |  |       |              |       |       |       |       |       |
|  |                  |                      | Brasil (BRA)     | 2                | 3                | 1                | 3                    | 3 |   |           |           |           |           |           |           |           |  |  |       |              |       |       |       |       |       |
|  |                  | Chile (CHI)          | Brasil (BRA)     | 2                | 3                | 1                | 3                    | 3 | 0 | 2         | 0         |           |           |           |           |           |  |  |       |              |       |       |       |       |       |
|  |                  | Chile (CHI)          |                  |                  |                  |                  |                      |   | 0 | 2         | 0         |           |           |           |           |           |  |  |       |              |       |       |       |       |       |
|  |                  | Brasil (BRA)         | 3                | 3                | 3                |                  |                      |   |   |           |           |           |           |           |           |           |  |  |       |              |       |       |       |       |       |
|  |                  |                      |                  |                  |                  |                  |                      |   |   |           |           |           |           |           |           |           |  |  |       | Brasil (BRA) | 2     | 3     | 3     | 1     | 2     |
|  |                  |                      |                  | Porto Rico (PUR) | 3                | 1                | 1                    | 3 | 3 |           |           |           |           |           |           |           |  |  |       |              |       |       |       |       |       |
|  |                  | Canadá (CAN)         | 3                | 3                | 3                |                  |                      |   |   |           |           |           |           |           |           |           |  |  |       |              |       |       |       |       |       |
|  |                  | México (MEX)         | 1                | 1                | 2                |                  |                      |   |   |           |           |           |           |           |           |           |  |  |       |              |       |       |       |       |       |
|  |                  | México (MEX)         | 1                | 1                | 2                |                  | Canadá (CAN)         | 2 | 0 | 1         |           |           |           |           |           |           |  |  |       |              |       |       |       |       |       |
|  |                  |                      |                  |                  |                  |                  |                      | 2 | 0 | 1         |           |           |           |           |           |           |  |  |       |              |       |       |       |       |       |
|  |                  |                      | Porto Rico (PUR) | 3                | 3                | 3                |                      |   |   |           |           |           |           |           |           |           |  |  |       |              |       |       |       |       |       |
|  |                  | Argentina (ARG)      | Porto Rico (PUR) | 3                | 3                | 3                | 1                    | 0 | 2 |           |           |           |           |           |           |           |  |  |       |              |       |       |       |       |       |
|  |                  | Argentina (ARG)      |                  |                  |                  |                  | 1                    | 0 | 2 |           |           |           |           |           |           |           |  |  |       |              |       |       |       |       |       |
|  |                  | Porto Rico (PUR)     | 3                | 3                | 3                |                  |                      |   |   |           |           |           |           |           |           |           |  |  |       |              |       |       |       |       |       |

## Classificação final
| Pos.              | Equipe                   | Mesa-tenistas                                    |
| ----------------- | ------------------------ | ------------------------------------------------ |
| Medalha de ouro   | PUR Porto Rico           | Adriana Díaz Melanie Díaz Daniely Ríos           |
| Medalha de prata  | BRA Brasil               | Bruna Takahashi Caroline Kumahara Jessica Yamada |
| Medalha de bronze | USA Estados Unidos       | Ami Wang Yue Wu Lili Zhang                       |
| Medalha de bronze | CAN Canadá               | Alicia Côté Ivy Liao Mo Zhang                    |
| 5                 | ARG Argentina            | Camila Argüelles Ana Codina Candela Molero       |
| 5                 | CHI Chile                | Judith Morales Daniela Ortega Paulina Vega       |
| 5                 | CUB Cuba                 | Daniela Fonseca Idalys Lovet Lizdainet Rodríguez |
| 5                 | MEX México               | Clio Barcenas Mónica Muñoz Yadira Silva          |
| 9                 | COL Colômbia             | Paula Medina María Perdomo Cory Tellez           |
| 9                 | DOM República Dominicana | Eva Brito Esmerlyn Castro Yasiris Ortíz          |
| 9                 | GUA Guatemala            | Lucia Cordero Mabelyn Enriquez Hidalynn Zapata   |
| 9                 | PER Peru                 | Isabel Duffoo Angela Mori Francesca Vargas       |